# Choral-Synagoge (Tschernihiw)

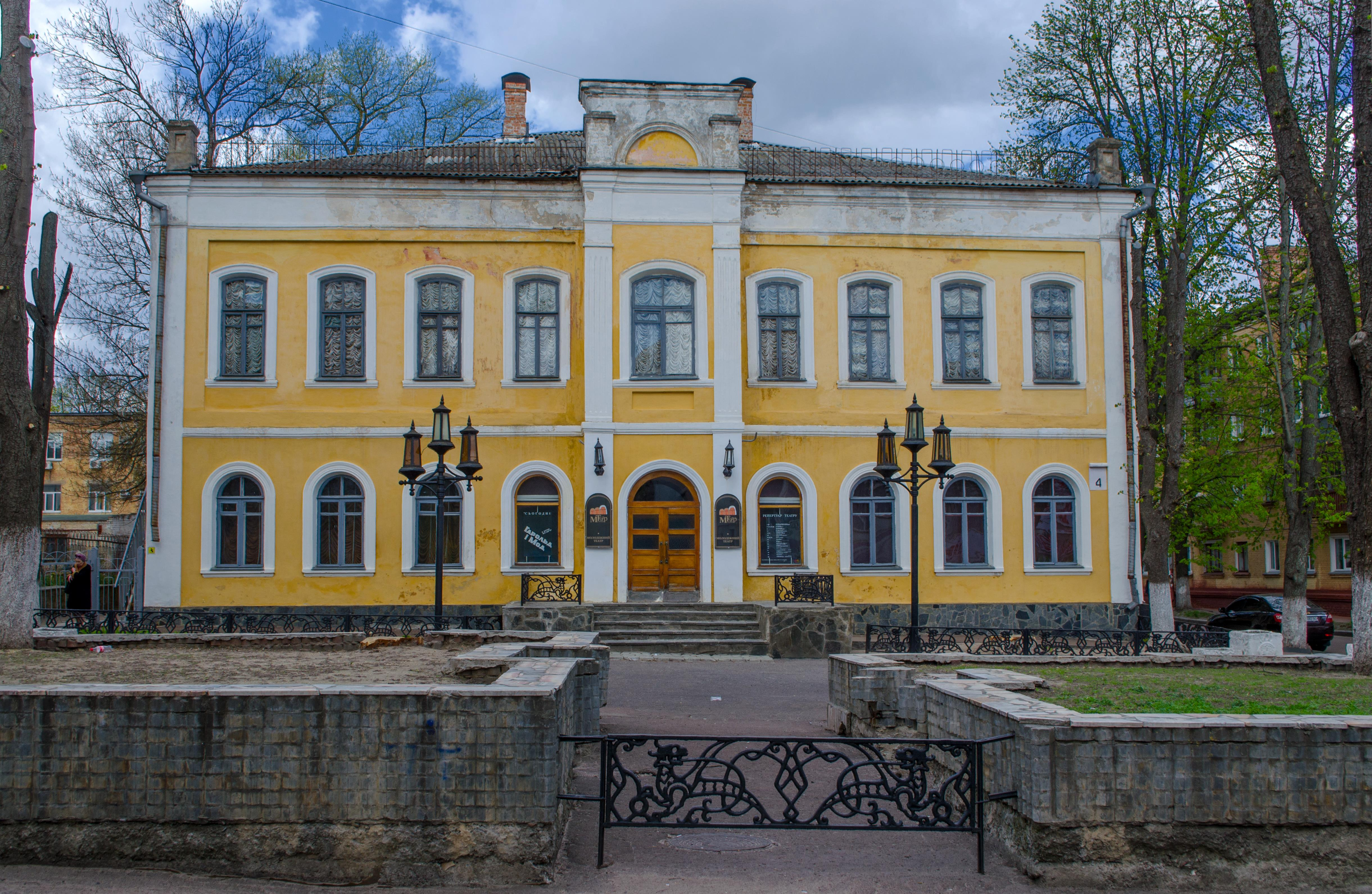
Choral-Synagoge in Tschernihiw

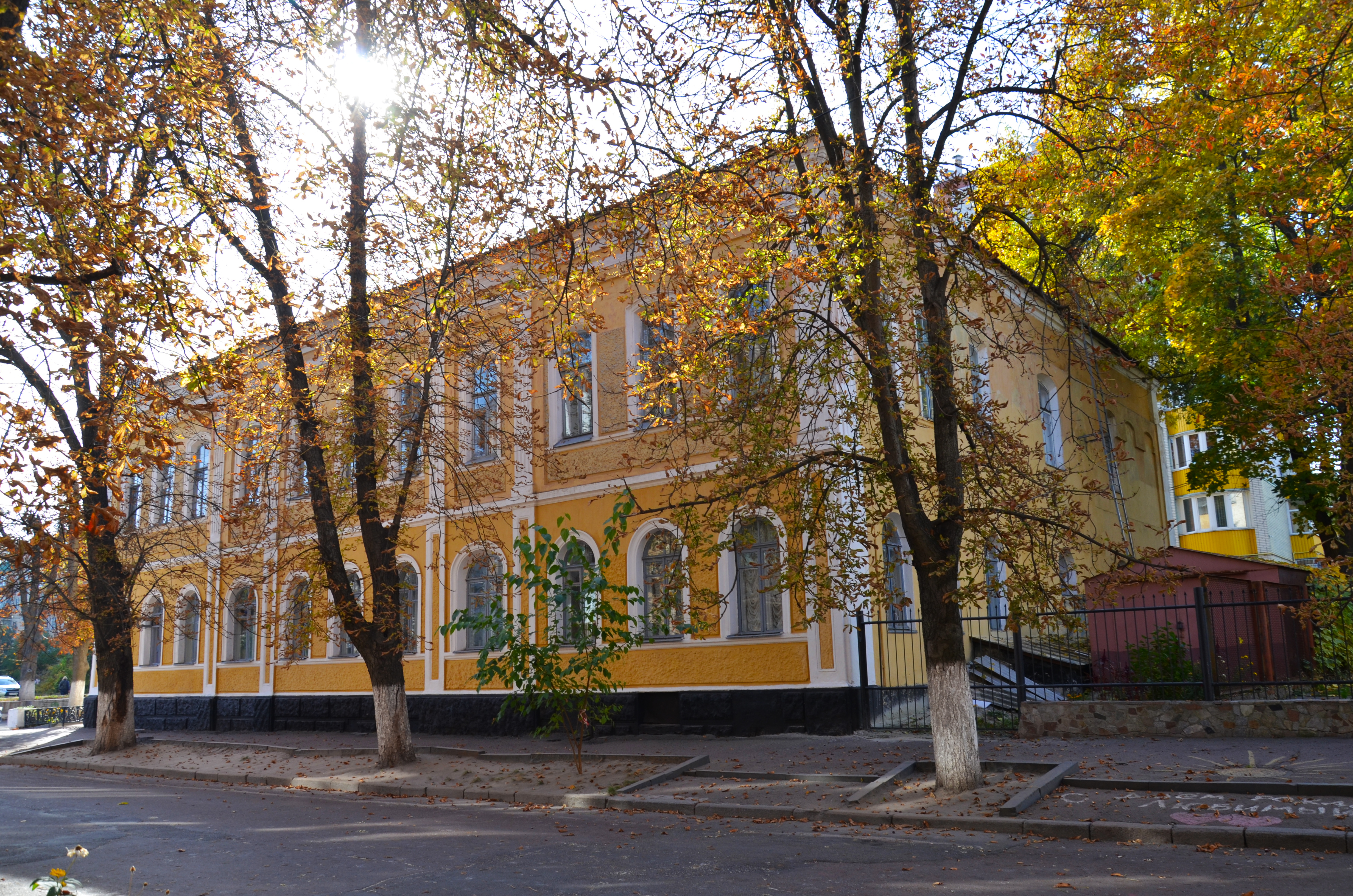
Ostfassade der Synagoge

Die Choral-Synagoge der Stadt Tschernihiw ist ein ehemaliges jüdisch-aschkenasisches Gotteshaus in der Ukraine. Es wird heute von einem regionalen Jugendtheater genutzt.

## Geschichte
Die Region Tschernihiw kann auf eine mehr als 1000 Jahre andauernde jüdische Geschichte zurückblicken, da sich hier bereits im 10. Jahrhundert, während der Zugehörigkeit der Region zum Reich der Chasaren (Chasarische Khaganat), erste jüdische Chasaren niederließen und im 11. Jahrhundert eine jüdische Gemeinde bildeten, die allerdings mehrfach unter der Zerstörung der Stadt sowie Pogromen zu leiden hatte. Um das Jahr 1900 gab es in Tschernihiw vier Synagogen, wozu auch die Choral-Synagoge gehörte, sowie weitere Bethäuser.
Die Choral-Synagoge wurden in den Jahren 1863 und 1864 erbaut. Sie ersetzte einen Vorgängerbau, aus Holz.

### Profanierung
In den 1920er Jahren kam es – nach der Eroberung der Ukraine durch die Rote Armee – zur Schließung fast aller Sakralbauten, darunter auch der Synagogen von Tschernihiw. Die Choral-Synagoge wurde von der mittlerweile gegründeten Sowjetunion beschlagnahmt und an eine sozialistische Genossenschaft übergeben. In den späten 1930er Jahren wurde das Gebäude in einen Pionierpalast (ukrainisch Палац піонерів Palaz pioneriw) umgewandelt. Zwar wurde es im Zweiten Weltkrieg schwer beschädigt, doch kam es zur Sanierung, so dass diese Nutzung fortgesetzt werden konnte.
Später kamen weitere Nutzungen, darunter die Veranstaltung von Zivilschutzkursen, hinzu. Im Jahr 1988 zog das regionale Jugendtheater der Oblast Tschernihiw (ukrainisch Чернігівський обласний молодіжний театр Tschernihiwskij oblasnij molodischnij teatr) in leerstehende Räumlichkeiten im Gebäude ein. Im Jahr 2018 gab es Versuche der jüdischen Gemeinde, das ehemalige Gotteshaus zurückzuerhalten, da es die einzige erhaltene Synagoge der Stadt ist.

## Baubeschreibung
Das Hauptfassade des zweistöckigen Gebäudes weist neun Fensterachsen auf, die symmetrisch angeordnet sind. In der mittleren Achse befindet sich der Eingang mit Freitreppe und Giebel. Während die Fenster im Erdgeschoss rundbogig gestaltet wurden, weisen die Fenster im Obergeschoss Segmentbögen auf. An der Ost- und Westseite des rechteckigen Bauwerks befinden sich elf ebenfalls symmetrisch aufgeteilte Fensterachsen. Die Fassade des spätklassizistischen Bauwerks wird zusätzlich an allen Seiten von Pilastern und einem Gesims gegliedert.